# Réforme agraire au Pérou

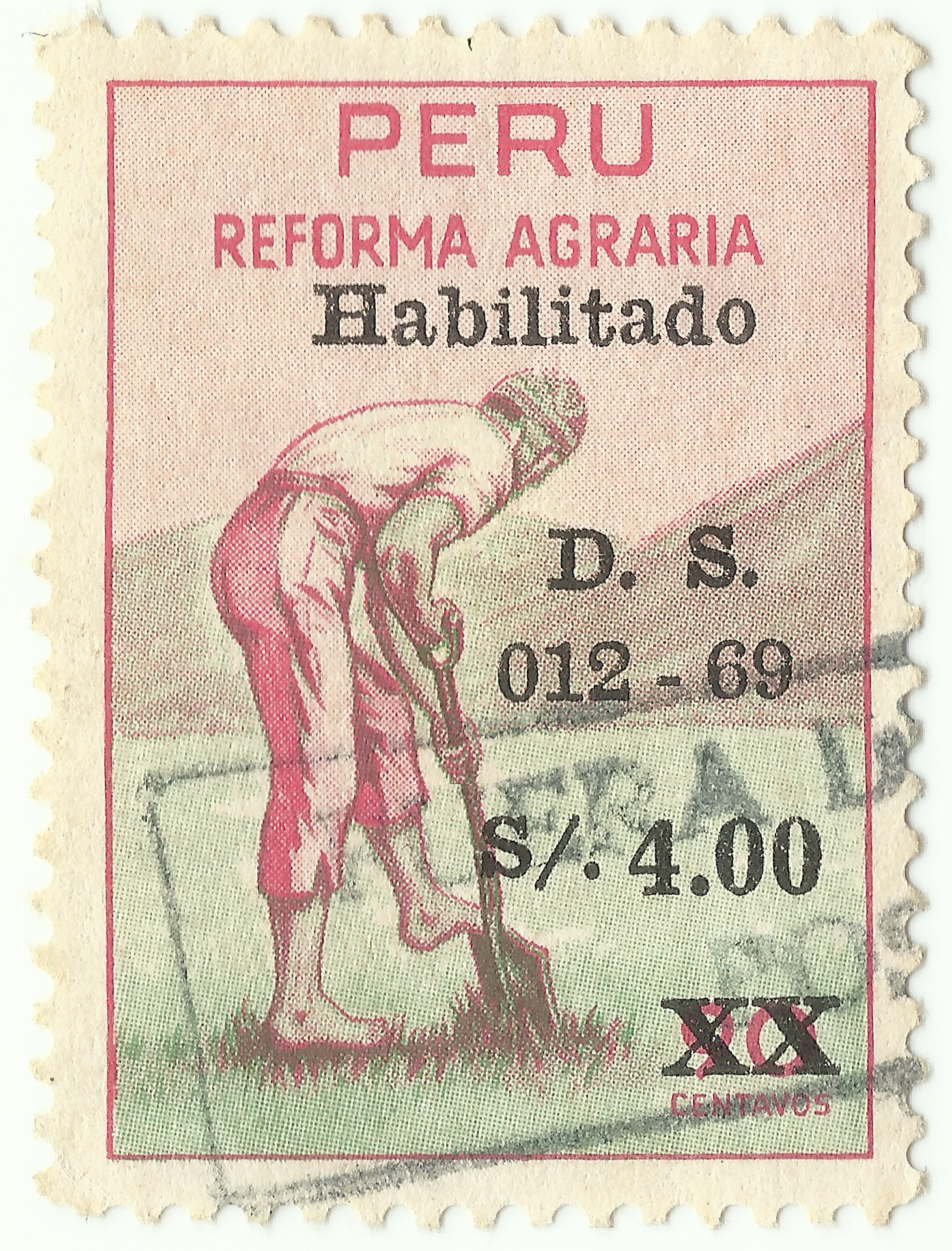
Timbre de la Réforme agraire au Pérou (1969)

La Réforme agraire au Pérou est un processus de redistribution des terres agricoles réalisé durant la seconde moitié du XXe siècle.
Au cours de la campagne électorale de 1962, les problèmes de la réforme agraire sont soulevés par les candidats à la présidence, notamment par Fernando Belaúnde Terry. Le Pérou est alors confronté à une agitation des paysans qui, dans certaines régions, occupent des domaines agricoles. Après l'invalidation des résultats des élections de 1962, les militaires de la junte présidée par Nicolás Lindley au pouvoir de 1962 à 1963 font une réforme agraire limitée par la loi du 16 novembre 1962. Fernando Belaúnde Terry remporte les élections de 1963 et relance la réforme agraire par la loi du 21 mai 1964. Cette dernière déçoit de nombreux paysans dépourvus de terres. 
Une nouvelle loi de réforme agraire est annoncée le 24 juin 1969 par le président réformiste Velasco, peu après sa prise de pouvoir par un coup d’État le 3 octobre 1968. Il déclare aux paysans que les grands propriétaires « ne se nourriraient plus de leur misère ». Les grandes plantations de canne à sucre de la côte de plus de 15 hectares sont expropriées et confiées à des Coopératives agricoles de production (CAPS). Elles ne sont pas démantelées dans un souci de productivité. Dans la sierra, Velasco veut favoriser les petites et moyennes propriétés. Les terres, aussi bien celles des grands domaines que celles des communautés indiennes, passent sous le contrôle de Sociétés agricoles d’intérêt social (SAIS) dans lesquelles se côtoient d’anciens peones et des Indiens. En quelques années, les trois quarts des terres cultivables sont administrées par des coopératives et la grande propriété a quasiment disparu.
En octobre 2021, le président Pedro Castillo annonce une réforme agraire, mais sans expropriation. Celle-ci prévoit un plan d’industrialisation en faveur des paysans pour promouvoir le développement de l'agriculture, et entend proposer aux paysans pauvres un accès plus équitable aux marchés.